# Lo Lis
Lo Lis (Lo Lis en occità; Lys en francès) és una comuna bearnesa situada al Departament dels Pirineus Atlàntics, a la regió de la Nova Aquitània, França. Forma part del Districte d'Auloron i del Cantó d'Arudi. El seu territori se situa a una altura mitjana de 424 metres sobre el nivell del mar, amb una altura mínima de 304 m i una màxima de 510.
El municipi té una superfície de 15,40 km² i una densitat de població de 22,92 hab/km².

## Hidrografia
La comuna la travessa un afluent de la Gave de Pau, el rierol anomenat Luz (amb una longitud de 15,2 km) i els seus afluents:
- el rierol de  Gest (14,8 km) i el seu afluent:
  - el rierol d'Herran
- el rierol de Luz de Casalis

Un afluent del Béez (afluent de la Gave de Pau) passa també pel terme de la comuna: el rierol Landistou (12,5 km), així com els seus afluents :
- el de Betbeder
- el Bonnasserre
- el Chourrup
- el Lazerau
- el Lespereu

El rierol de la font de Mesplé i el seu afluent, el Subercase, també travessen la comuna.

## Comunes que hi limiten
- Sevinhac-Meirac al nord
- Haut de Bòsc d'Arròs al nord-est
- Brutges-Capbís-Mieihaget a l'est
- Senta Coloma al sud-oest
- Lobièr de Baish al sud

## Demografia
| Evolució de la població |      |      |      |      |      |      |      |      |
| 1793                    | 1800 | 1806 | 1821 | 1831 | 1836 | 1841 | 1846 | 1851 |
| -                       | -    | -    | -    | -    | -    | -    | -    | -    |

| 1856 | 1861  | 1866  | 1872  | 1876  | 1881 | 1886 | 1891 | 1896 |
| ---- | ----- | ----- | ----- | ----- | ---- | ---- | ---- | ---- |
| -    | 1 080 | 1 070 | 1 084 | 1 040 | 962  | 985  | 998  | 924  |

| 1901 | 1906 | 1911 | 1921 | 1926 | 1931 | 1936 | 1946 | 1954 |
| ---- | ---- | ---- | ---- | ---- | ---- | ---- | ---- | ---- |
| 916  | 908  | 856  | 685  | 657  | 622  | 621  | 564  | 526  |

| 1962 | 1968 | 1975 | 1982 | 1990 | 1999 | 2006 | 2011 | 2016 |
| ---- | ---- | ---- | ---- | ---- | ---- | ---- | ---- | ---- |
| 518  | 450  | 430  | 412  | 376  | 348  | -    | -    | -    |

| 2019 | - | - | - | - | - | - | - | - |
| ---- | - | - | - | - | - | - | - | - |
| -    | - | - | - | - | - | - | - | - |